# Out Here (альбом Love)
«Out Here» — пятый студийный альбом калифорнийской рок-группы Love, выпущенный в декабре 1969 года.

## Об альбоме
Пластинка названа в честь картины Бёрта Шонберга, изображённой на обложке альбома.

## Список композиций
Все песни написаны Артуром Ли, за исключением указанных.

### Первая сторона
1. «I’ll Pray for You» — 3:50
2. «Abalony» — 1:50
3. «Signed D.C.» — 5:15
4. «Listen to My Song» — 2:28
5. «I’m Down» — 4:48

### Вторая сторона
1. «Stand Out» — 3:00
2. «Discharged» — 1:30
3. «Doggone» — 12:00

### Третья сторона
1. «I Still Wonder» (Джей Донеллан, Артур Ли) — 3:05
2. «Love Is More Than Words Or Better Late Than Never» — 11:20
3. «Nice to Be» — 1:50
4. «Car Lights On in the Daytime Blues» — 1:10

### Четвёртая сторона
1. «Run to the Top» — 3:00
2. «Willow Willow» — 3:22
3. «Instra-Mental» — 3:00
4. «You Are Something» — 2:05
5. «Gather 'Round» — 5:50

## Участники записи
- Артур Ли — ритм-гитара, фортепиано, орган, вокал
- Джей Донеллан — соло-гитара
- Фрэнк Файад — бас-гитара
- Джордж Суранович — ударные

Приглашённый музыканты
- Джим Хобсон — орган, фортепиано (треки 1, 13)
- Пол Мартин — соло-гитара (5)
- Гэри Роулс — соло-гитара (10)
- Дрэйчен Тикер — ударные (3)

Запись
- Артур Ли — продюсирование, инженеринг
- Джордж Гол — инженеринг
- Бёрт Шонберг — оформление обложки